# Античные книги-свитки

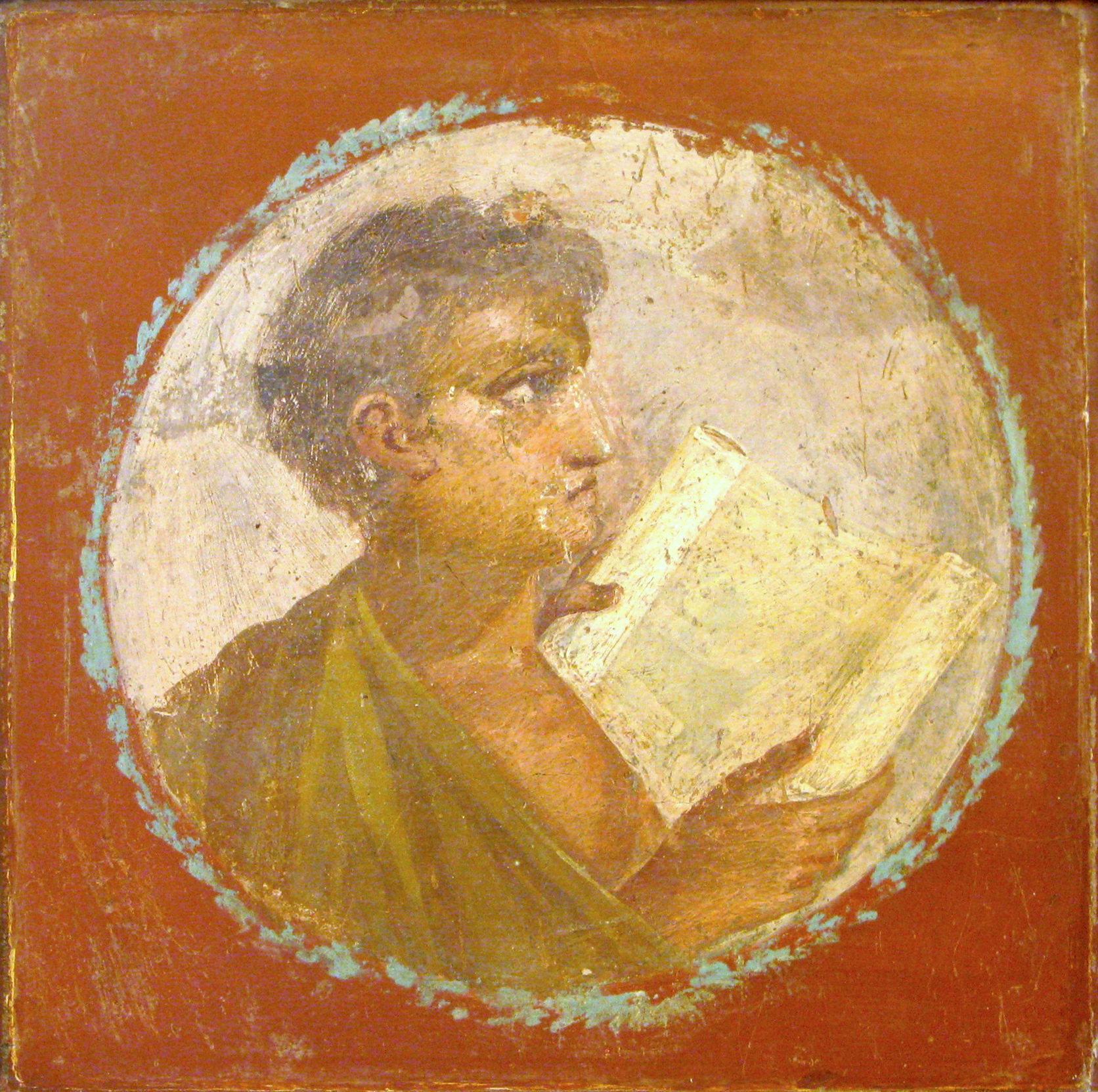
Человек со свитком на фреске из Геркуланума. Национальный археологический музей Неаполя

Книги в форме свитка, изготовленные из папируса, в античном мире появились в период VII—VI вв. до н. э., когда развились более или менее регулярные связи Эллады с Египтом. Сохранившиеся образцы античных свитков относятся, преимущественно, к эпохе Римской Империи и практически все обнаружены в Египте. Внешнее представление о форме книг-свитков можно получить из произведений античного искусства — помпейских фресок, вазописи, статуй и барельефов, на которых изображены читающие и пишущие люди. Свиток был единственной формой книги, которую знала классическая античность. Только начиная со II века н. э. свитки стали вытесняться пергаментными кодексами, но этот процесс растянулся до наступления зрелого Средневековья.

## Формат античных свитков

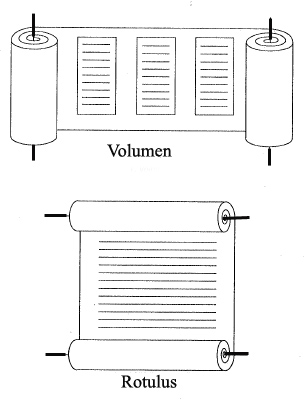
Разница способов записи текста на свитке в античности: литературный — колонками (volumen) и в документах — сплошным текстом (rotulus)

Литературный текст на свитке в античности записывался горизонтально последовательными колонками, соответствующими отдельной странице (они разделялись полями), чаще всего на одной стороне свитка — внутренней. В сохранившихся папирусах количество знаков в строке колеблется от 48 до 15—10 (как в папирусе, содержащем комментарии к диалогу Платона «Теэтет»). Стандартным был свиток длиной около 6 м, что определялось, прежде всего, размерами записанного текста и удобством для читателя. Такой способ записи был расточительным: поскольку оборотная сторона не содержала текста, заполнялось не более трети поверхности свитка. Высота свитка соответствовала современному понятию формата книги: максимальная была 40 см, стандартная — 20—30 см (такова высота большинства найденных в Египте папирусов). Минимальная высота свитка — 5 см, такие использовались для записи стихов или эпиграмм. Также часто встречались свитки длиной 3—4 метра, на таких, обычно, записывали отдельные песни гомеровского эпоса. Среди папирусов коллекции Британского музея имеется фрагмент третьей песни «Одиссеи». Колонка текста состоит здесь из 35—36 строк и занимает в ширину около 15 см. Следовательно, длина свитка, содержавшего всю III песню «Одиссеи», равнялась примерно 2,5 м.
Выбор формата иногда зависел от жанра самого произведения. В «Этимологиях» Исидора Севильского сказано:

Известные типы книг изготовляются по определенным правилам, более мелкие используются для сборников стихов или писем, исторические же сочинения имеют большие размеры…— VI, 12
Стандартный термин — греч. βιβλίον — обозначал как отдельный свиток, так и сочинение, состоявшее из нескольких свитков-книг. Позднее данный термин стал обозначать текст, обладающей тематической законченностью и единством, тогда как свитки, составляющие отдельные части, «книги», стали обозначаться словом «том»; в период раннего средневековья словом «том» обычно обозначали документы, написанные на папирусе. В латинском языке книгу обозначали словом лат. liber («луб» — первоначальный письменный материал латинян), далее возникло синонимическое ему слово volumen, обозначающее как свиток, так и папирус, из которого он изготавливался. В дальнейшем liber стал обозначать и книгу вообще, и книгу как часть объёмного текста, а volumen стал «свитком»-материальным носителем.
Читали свиток обычно сидя, держа его двумя руками: одной рукой, обычно правой, его разворачивали, левой — сворачивали. Свиток был сравнительно неудобен, особенно это было заметно в римской юридической практике и практике христианского богослужения: при использовании многочисленных свитков было трудно отыскать отдельные фрагменты объёмного текста, особенно при неоднократном к нему обращении.

## Оформление

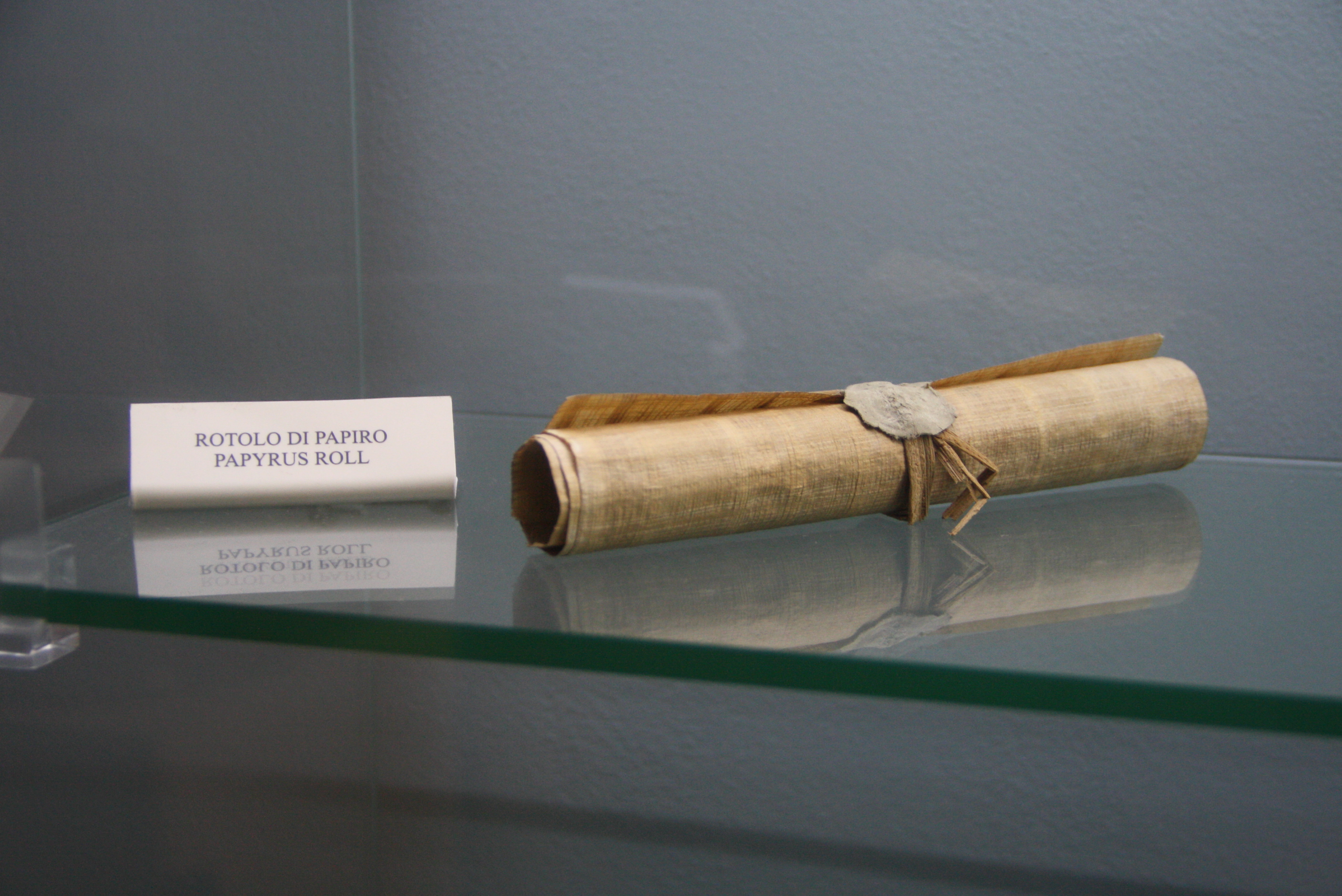
Свёрнутый папирусный свиток. Современная реплика из Музея Сиракуз

Из сочинений Овидия, Марциала, Плиния Младшего можно почерпнуть некоторые особенности книжного дела в Древнем Риме. В письме Плиния Младшего (III, 5) говорится, что некое сочинение его дяди — Плиния Старшего — было переписано на шести свитках-volumina, каждый из которых обёртывался пергаментом, окрашенным пурпуром или шафраном. Обёртка соответствовала современной обложке. Торцы свитка шлифовались пемзой, чтобы не трепать торчащие волокна папируса. Об этом говорится в одной из эпиграмм Марциала (VIII, 72):
Хоть ещё не наряжена ты в пурпур,

И не сглажена зубом жёсткой пемзы,

За Арканом спешишь уехать, книжка…
Судя по египетским находкам, к краю папирусного свитка мог подклеиваться лист пергамента для лучшей сохранности. Для защиты от насекомых книги пропитывались маслом хвойных деревьев, часто кедровым маслом. Крайний лист или оба крайних листа свитка могли крепиться к стержням, округлые концы которых именовались по-латински umbilica («пупок»). Концы умбиликов могли изготавливаться в форме рожков, и так и именовались. Судя по тексту Овидия, их окрашивали в чёрный цвет, но в особо роскошно оформленных экземплярах они могли покрываться позолотой, о чём упоминали поэты Стаций («Сильвы», IV, 9, 6—7) и Лукиан («Против невежды, скупающего множество книг»). Однако умбилики, видимо, не являлись стандартным элементом книжного оформления, и на большинстве античных изображений читающих людей их не видно.
Первая страница свитка именовалась «протоколом» (греч. προτόκολλον — «первая склейка»), последняя — «эсхатоколом» (греч. έσχατόκολλον — «последней склейкой»). В византийскую эпоху на протоколах стали ставить официальные штемпели, которые могли удостоверять, что папирус произведён на казённом предприятии. Согласно законодательству Юстиниана (Nov., 44, 2) каждый официальный документ должен был иметь протокол, являвшийся свидетельством подлинности документа. На эсхатоколе помещали издательские данные и титул (лат. subscriptia), поскольку последняя страница оказывалась в самой глубине свитка, это гарантировало её сохранность. Кроме имени автора и названия сочинения, на эсхатоколе указывали порядковый номер книги или число строк («стихометрия») и склеек. Вместе титул и стихометрия образовывали колофон, по которому в древности определяли стоимость книги. Титул мог быть помещён и на протоколе, как в одном из свитков, найденном в Геркулануме, но, видимо, это исключение. На внешней стороне свёрнутого свитка также могли нанести краткий титул, именуемый по-гречески «эпиграфом». К торцовой части свитка прикрепляли овальную бирку из пергамента (лат. index), на которой указывали имя автора и название сочинения, чтобы читатель мог, не разворачивая свитка, взять нужную ему книгу. Несколько раз об этом писал Цицерон в своих письмах, но использовал грецизм «ситтиб» (лат. sittybos).

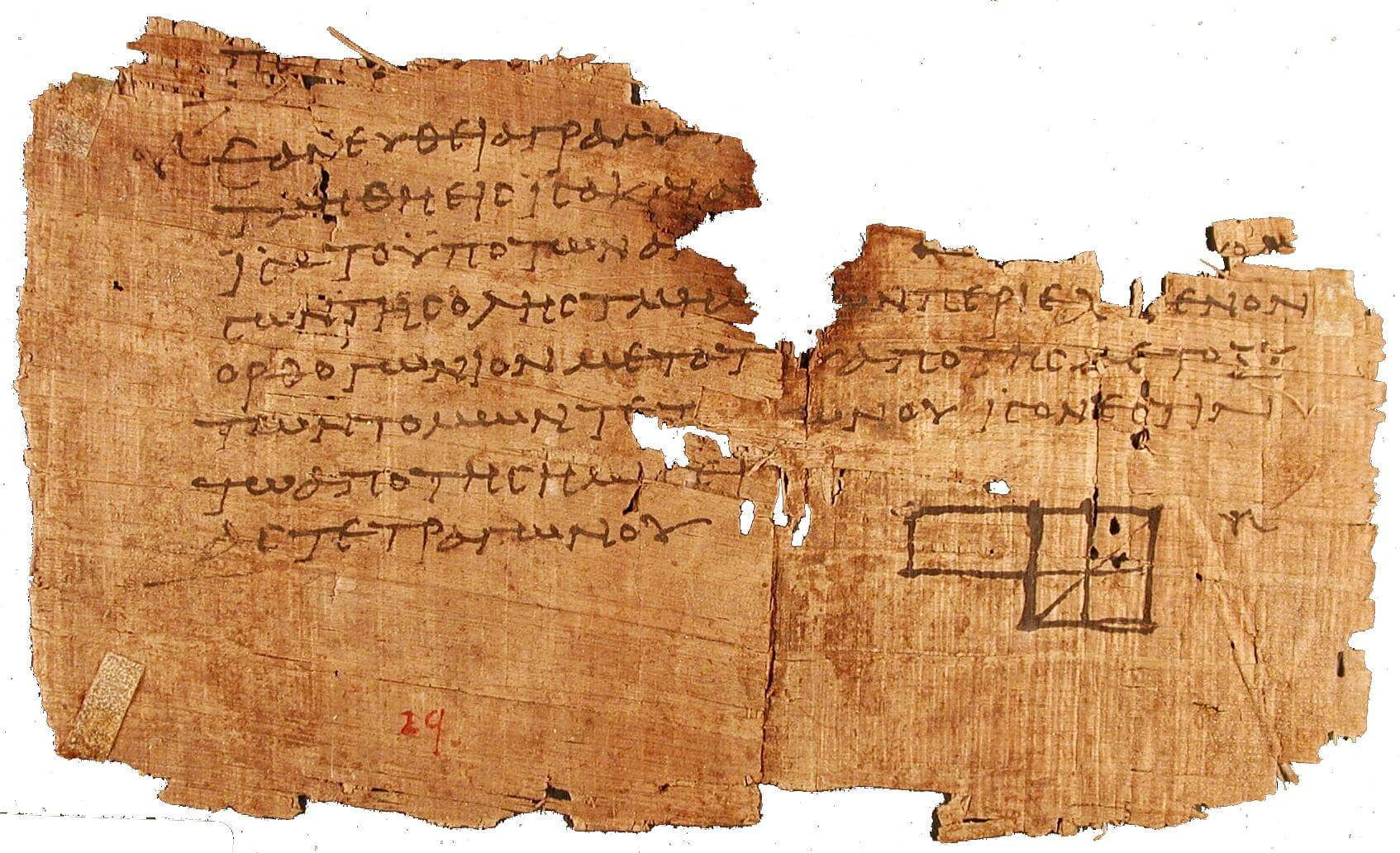
Папирус из Оксиринха (P.Oxy. I 29) с фрагментами «Начал» Евклида. Переписан в период 75—125 годов. Хорошо видно расположение текста колонками, под правой — геометрический чертёж

Текст не разбивался на слова, что составляло известное затруднение для читателя; это прекрасно осознавали и сами люди античности. В известном раннехристианском трактате — «Пастыре» Гермы — имеется следующий сюжет: в первой главе второго видения женщина дает автору книгу с пророчествами, которую надо переписать. Далее автор сообщает:

Я взял её и, удалившись в уединенное место пустыни, стал переписывать её буква за буквой, не различая даже слогов.— Пер. В. Г. Боруховича
Колонки отделялись друг от друга полями, широкие поля оставляли и сверху и снизу текста, так как края свитка быстрее всего повреждались. Число и расположение колонок старались делать одинаковым во всех экземплярах одного и того же текста, чтобы корректору было легче контролировать качество переписанного текста. В колофоне отредактированного текста ставилось слово греч. διώρθωται, «исправлено». На полях ставили знаки стихометрии — через каждые 100 строк, а также писали примечания и комментарии. В подавляющем большинстве найденных папирусов их нет — в основном, до нас дошли массовые издания, читателям которых не были нужны учёные комментарии.
Книги-свитки могли изготавливаться двумя разными методами. При первом текст писался на отдельных листах, которые затем склеивались воедино. Предполагается, что этот метод применялся к массовым изданиям, когда в скриптории многие писцы записывали текст с голоса чтеца. На некоторых сохранившихся свитках буквы, выступающие к краю страницы, попадали в склейку. Более дорогие, индивидуально изготовленные тексты, записывались на чистом рулоне папируса. Обычно писали на внутренней стороне свитка («ректум») — той, где волокна папируса шли горизонтально, и калам двигался вдоль них, не встречая сопротивления. Иногда, когда требовались идеально прямые строки, папирус заранее расчерчивался при помощи линейки и свинцового стержня — античного аналога карандаша. Когда писчего материала не хватало, исписывалась и наружная сторона, «версум». Исписанные с обеих сторон книги назывались опистографами. Так писали люди экономные, потреблявшие большое количество писчего материала. Опистографы входили в книжное наследство Плиния Старшего, по свидетельству его племянника, Плиния Младшего («Письма», III, 5, 17).

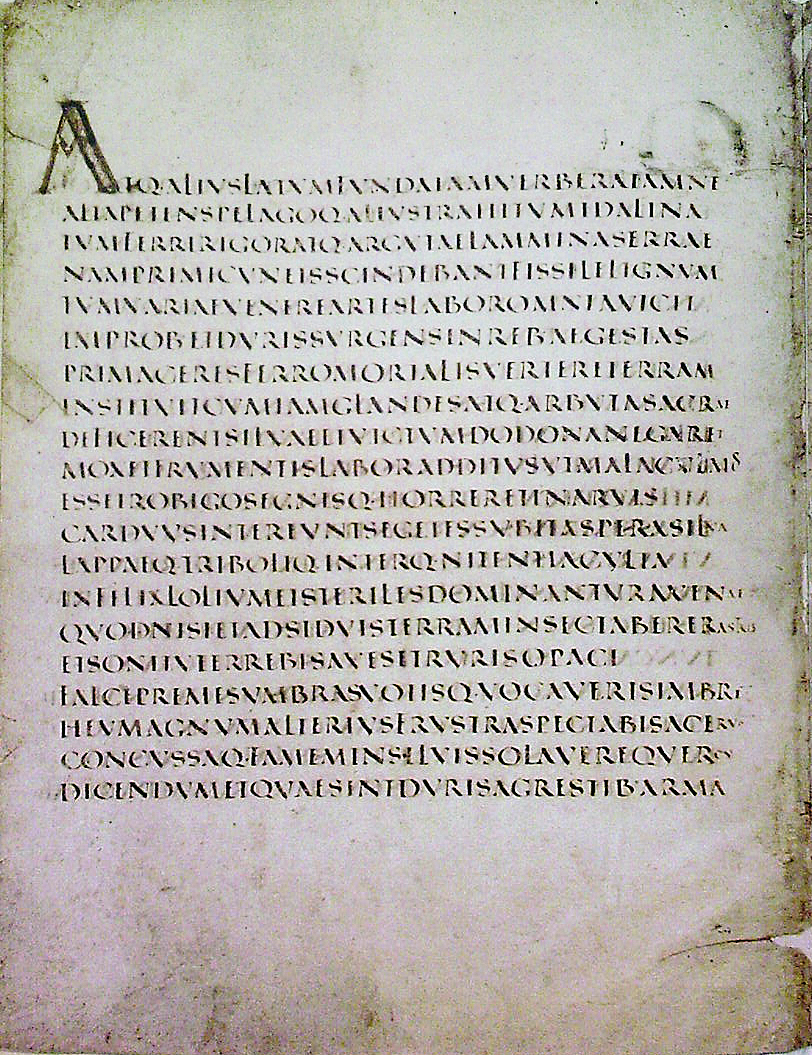
Пример маюскульного письма в античной книге: страница Vergilius Augusteus. Пергамент, IV век

Титул и начальную букву писали красной краской, буквицы по-латыни именовали rubrica — то есть «красная строка» (поэтому чернильницы были двойными — для красной и чёрной краски). Во всех свитках буквы маюскульные, то есть напоминают прописные. Однако формы букв менялись с течением веков, поэтому зачастую характер письма является единственным надёжным методом датировки. В римскую эпоху возникло унциальное письмо, буквы в котором имели чёткие прямые и округлые формы. Однако текст в книге-свитке не был «слепым» — применялись различные типы значков для выделения смысловых разделов. Например, в драматургических сочинениях использовался знак абзаца (штрих по краю колонки над строкой, иногда с точкой — под началом последней строки абзаца), которым вводились речи каждого действующего лица или обособленной части хора. Иногда применялись и словоразделительные знаки. С I века до н. э. в прокомментированных филологами текстах могли ставиться ударения и придыхания, знаки которых помещались над строкой — это было необходимо для акцентуации, от которой зависел смысл слова, и в сложных словах. Имелись и знаки препинания — точки и двоеточия, а также коронида, обозначающая конец текста.

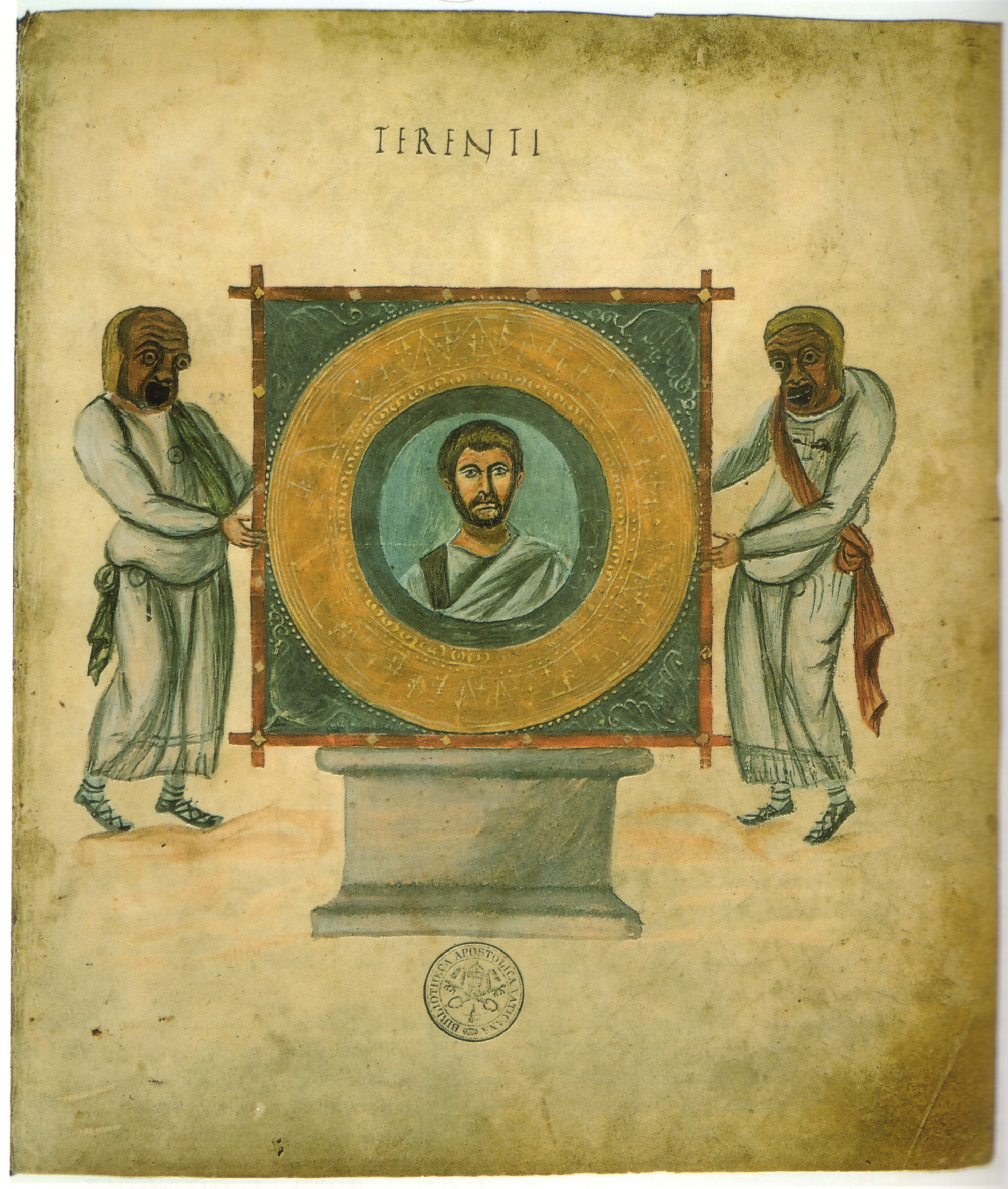
Ватиканский кодекс 3868. Каролингская эпоха, первая четверть IX века. Иллюстрации, предположительно, восходят к античному прототипу III—V веков

Вероятно, под влиянием древнеегипетской книжной техники, греческие издатели стали стремиться украшать и иллюстрировать книги. Плиний Старший в «Естественной истории» (XXV, 8) сообщал, что ботанические труды снабжались изображениями растений. Однако, в отличие от средневековья, в античности книги редко становились произведениями искусства. Чаще использовались схемы и чертежи, как в тексте Евклида из Оксиринха. Иллюстрации помещались или под текстом колонок, или внутри самого текста. Плиний Старший в «Естественной истории» (XXXV, 11) упоминает о сочинении Варрона «Образы». Оно насчитывало 50 книг, в которых были помещены портреты 700 знаменитых политических деятелей древнего Рима. Вероятно, сочинение украшалось и портретом автора. Марциал в одной из своих эпиграмм (XIV, 186) писал:
Малый пергамент такой вмещает громаду Марона!

Да и портрет его тут виден на первом листе.
Книжных иллюстраторов именовали artifices, но об их деятельности практически ничего не известно. Светоний в биографии императора Домициана упоминает о некоем Гермогене из Тарса, который в своей «Истории» поместил какие-то изображения, за что поплатился жизнью: даже переписчики, которые изготовляли книгу, были за это распяты. По мнению В. Боруховича, это были карикатуры на императора. Иллюстрированные папирусы сохранились в крайне незначительном числе, однако позднеантичные иллюминированные пергаментные кодексы могли восходить к ещё более древним прототипам на папирусе. Возможно, таково и происхождение иллюстрированного кодекса с пьесами Теренция Каролингской эпохи (IX века).

## Судьба папирусных книг
По мере христианизации культуры в IV—V веках форма и писчий материал книг стали иметь идеологическое значение: языческие светские тексты, записанные на папирусах, далеко не всегда копировались в пергаментные кодексы. В общем, папирусные свитки изнашивались довольно быстро: в античности считалось, что книга-свиток старше 200 лет была большой редкостью. Папирус, однако, сохранил значение для западного мира и после того, как книги стали пергаментными: так, в меровингской Галлии королевская канцелярия перешла на пергамент только в 670 году, а папская канцелярия продолжала им пользоваться до XI века — 23 папских буллы в 849—1022 годах были изданы на папирусах. Только в XII веке изготовление папируса прекратилось из-за распространения бумаги, на которую перешло то же название практически во всех западных языках (нем. Papier, фр. papier, англ. paper и т. д.).